# Пасвальский деканат

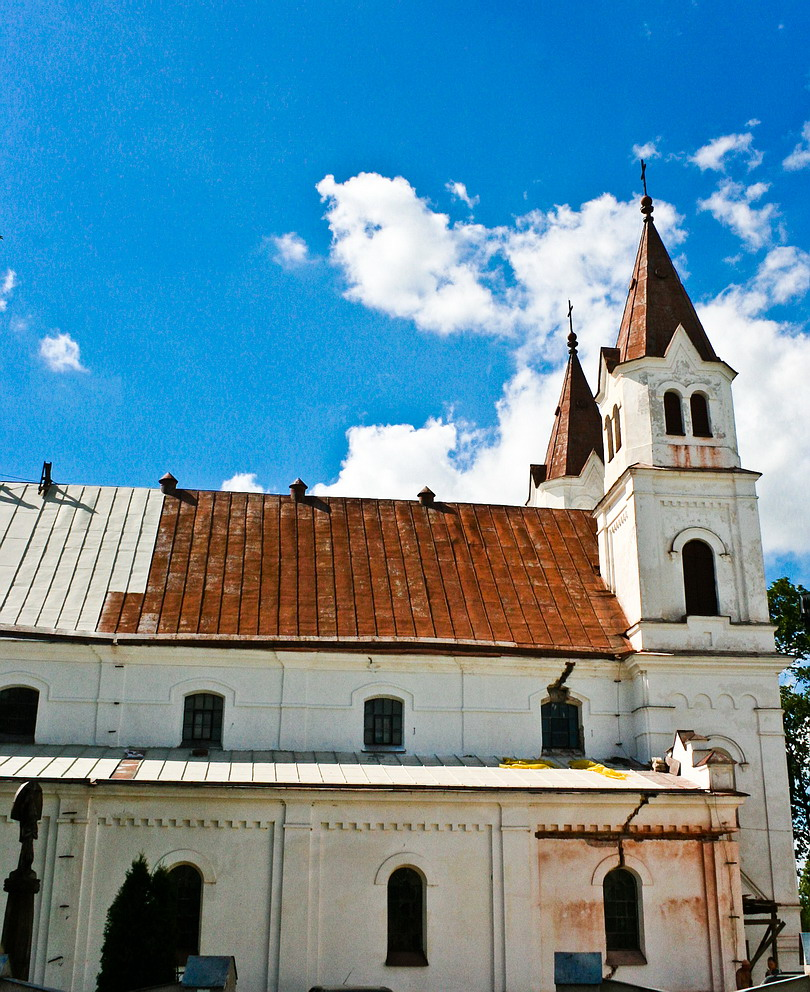
Церковь Святого Иоанна Крестителя в Пасвалисе

Пасвальский  декана́т (лит. Pasvalio dekanatas) — один из девяти деканатов епархии Паневежиса римско-католической церковной провинции Вильнюса. Объединяет приходы в пределах Пасвальского района Паневежского уезда Литвы. В настоящее время в Пасвальский  деканат входит тринадцать приходов. Головным храмом является, расположенная в Пасвалисе, церковь Святого Иоанна Крестителя.
Должность окружного викария Пасвальского деканата  занимает священник Алгис Невераускас (лит. Algis Neverauskas).

## Приходы деканата
- Вашкайский приход (лит. Vaškų Šv. Juozapo parapija);
- Дауйенайский приход (лит. Daujėnų Švč. Jėzaus Vardo parapija);
- Гружяйский приход (лит. Gružių Švč. M. Marijos parapija);
- Гульбиненайский приход (лит. Gulbinėnų Šv. Kūdikėlio Jėzaus Teresės parapija);
- Йонишкельский приход (лит. Joniškėlio Švč. Trejybės parapija);
- Кибуряйский приход (лит. Kyburių Švč. M. Marijos Angeliškosios parapija);
- Криклиняйский приход (лит. Kriklinių Švč. M. Marijos Apsilankymo parapija);
- Кринчинский приход (лит. Krinčino Šv. apašt. Petro ir Povilo parapija);
- Пасвальский приход (лит. Pasvalio Šv. Jono Krikštytojo parapija);
- Пумпенайский приход (лит. Pumpėnų Švč. M. Marijos Škaplierinės parapija);
- Пушалотский приход (лит. Pušaloto Šv. apašt. Petro ir Povilo parapija);
- Салочяйский приход (лит. Saločių Šv. Juozapo parapija);
- Скряботишкский приход (лит. Skrebotiškio Švč. Jėzaus Širdies parapija).